# Bruno Moravetz
Bruno Moravetz (ur. 11 września 1921 w Braszowie, zm. 31 grudnia 2013 w Kempten) – niemiecki dziennikarz sportowy.
W latach 1952–1992 relacjonował przebieg rywalizacji podczas jedenastu zimowych igrzysk olimpijskich, a w latach 1960-1984 letnich. Bruno Moravet relacjonował wiele mistrzostw świata, głównie zawody w narciarstwie klasycznym. W 1980 roku wraz z Wernerem Kirchhoferem i Willim Ahstlem powołał do życia Forum Nordicum – organizację zrzeszającą dziennikarzy specjalizujących się w narciarstwie klasycznym i biathlonie.
W 1999 roku Bruno Moravetz został pierwszym laureatem nagrody „Werner Kirchhofer Trophy”. Przyznawana co roku nagroda jest wręczana osobom, które szczególnie zasłużyły się w popularyzacji narciarstwa i biathlonu.